# Expectations (Bebe Rexha)
Expectations è il primo album in studio della cantante statunitense Bebe Rexha, pubblicato il 22 giugno 2018 dalla Warner Bros. Records.
Il singolo inedito trainante dell'album è stato I'm a Mess, pubblicato il 15 giugno 2018 e andato in rotazione radiofonica in Italia a partire da una settimana dopo, tuttavia Expectations include nella propria lista tracce anche due dei più grandi successi di Rexha, ovvero I Got You e Meant to Be, estratti rispettivamente nel 2016 e nel 2017 dagli extended play All Your Fault: Pt. 1 e All Your Fault: Pt. 2. Il disco è stato disponibile per il pre-ordine dal 13 aprile 2018, data coincidente con la pubblicazione dei singoli promozionali Ferrari e 2 Souls on Fire e presenta collaborazioni col rapper Quavo del trio hip hop Migos, Tory Lanez e il duo country Florida Georgia Line.
Per la realizzazione dell'album, Rexha ha collaborato con produttori come Max Martin, Ali Payami, JUSSI, Jason Evigan, Louis Bell, The Monsters and the Strangerz, Hit-Boy e The Stereotypes e inoltre, tutte le tracce dell'album sono state co-scritte dalla cantante. I critici musicali hanno accolto l'album in modo mediamente positivo e su Metacritic, sito che assegna un punteggio normalizzato su 100 in base a critiche selezionate, il disco ha ottenuto un punteggio medio di 64. Expectations ha raggiunto il suo picco e debuttato alla tredicesima posizione nella classifica statunitense, avendo venduto approssimativamente 23 600 unità nella prima settimana.

## Antefatti e sviluppo
In seguito alla pubblicazione di All Your Fault: Pt. 2, Bebe ha iniziato a rivelare alcune tracce facenti parte del terzo e ultimo extended play della serie All Your Fault; il suo manager ne ha confermato la pubblicazione entro la fine del 2017. Tuttavia, sembra che i piani siano stati stravolti, poiché Rexha ha rivelato che il suo progetto successivo si sarebbe chiamato Expectations tramite un post su Twitter nel novembre 2017. A sostegno dell'EP e dell'album in studio di debutto del cantante e compositore statunitense Marc E. Bassy, Rexha aveva programmato un tour come co-headliner negli Stati Uniti, il Bebe & Bassy Tour, nell'ottobre 2017. che però è stato di breve durata a causa di un'infezione che ha posto Rexha ad un rigoroso riposo vocale, con Marc E. Bassy che ha infine conseguentemente deciso di avere il proprio tour negli US da solista nel marzo 2018. Il 28 ottobre 2017, Bebe ha poi pubblicato un brano intitolato Naughty in collaborazione col disc jockey Mustard e scritto con Lauren Christy esclusivamente su SoundCloud per scusarsi con i suoi fan per aver posticipato il proprio tour e per ringraziarli per aver permesso a Meant to Be di raggiungere la top 10 della Billboard Hot 100 statunitense.
Il 23 novembre 2017 viene pubblicato un singolo collaborativo, Home, inciso come parte della colonna sonora del film Bright diretto da David Ayer insieme a Machine Gun Kelly e alla band X Ambassadors. La canzone ha raggiunto le posizioni numero 74 in Australia, 43 in Canada e 90 negli Stati Uniti.
Il 27 febbraio 2018 Rexha ha organizzato una cena nel ristorante Cecconi, a West Hollywood, con delle cantautrici, artisti e produttrici, per celebrare le donne nell'industria musicale Tra le persone che hanno partecipato alla cena, un evento che ha preso il nome di Women in Harmony, vi sono Kelsea Ballerini, Julianne Hough, Avril Lavigne, Lauren Christy, Charli XCX, JoJo, Sevyn Streeter, Ali Tamposi, Kim Petras, Ilsey Juber, Erika Ender (co-scrittrice della hit del 2017 Despacito), Ester Dean, Daya, Krewella, Aluna Francis del duo AlunaGeorge, Emily Warren, Kiiara, Sofia Carson e Asia Whiteacre (con cui Bebe ha collaborato per scrivere Ferrari).

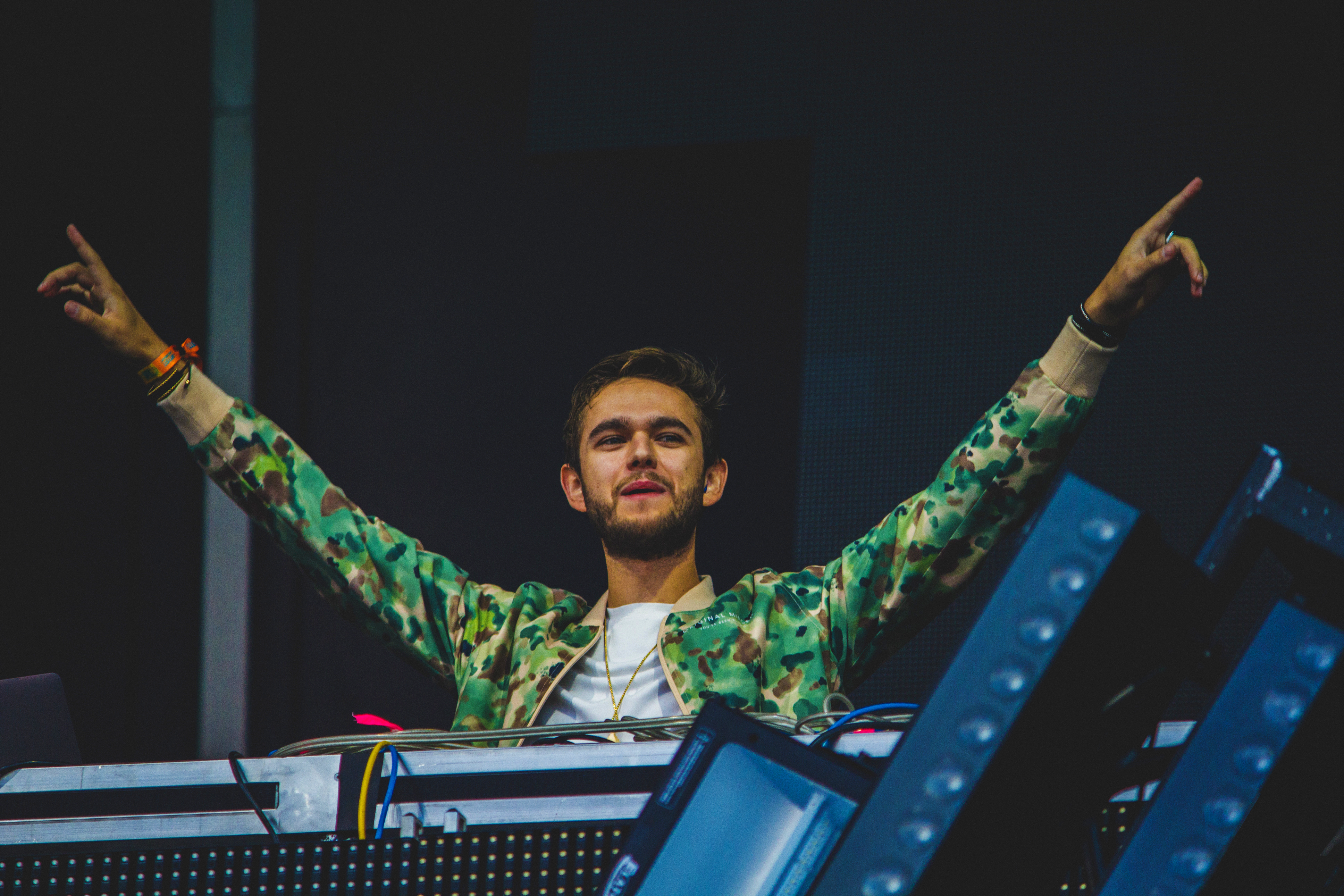
Nel 2017 Bebe ha registrato una demo del singolo The Middle del disc jockey Zedd (nella foto) e del duo Grey, ma è stata scartata a favore di quella di Maren Morris

Nel frattempo, la cantante ha anche registrato una demo del singolo The Middle di Zedd e Grey, che però è stata scartata insieme a quella di altri numerosi musicisti di alto livello tra cui Demi Lovato, Camila Cabello, Tove Lo, Lauren Jauregui, Daya, Charli XCX, Bishop Briggs, Carly Rae Jepsen Elle King e Anne-Marie, a favore della cantante country statunitense Maren Morris. L'intera demo di The Middle cantata da Bebe Rexha è trapelata online il 28 marzo 2018.
La cantante ha infine rivelato la copertina dell'album l'8 aprile 2018, con il disco disponibile per il pre-ordine a partire dal 13 aprile. L'intera tracklist è stata invece annunciata il 25 maggio tramite un post su Instagram. Sono state escluse dalla lista della canzoni del CD gran parte dei brani che erano stati registrati per il progetto All Your Fault, le uniche tra queste a non essere state tagliate fuori sono infatti state I Got You, Meant to Be e Ferrari, che nonostante non facesse parte di nessuno dei due EP doveva essere inserito inizialmente in All Your Fault: Pt. 2 e successivamente nel mai pubblicato All Your Fault: Pt. 3.

### Canzoni scartate
Per Expectations Rexha ha scritto e registrato numerosissime canzoni, alcune delle quali sono state particolarmente al centro dell'attenzione dei fan della cantautrice. Tra queste vi sono le seguenti:
- Nothing at All: prima dell'annuncio della tracklist dell'album, Nothing at All era una delle canzoni più attese dai fan poiché Rexha ne ha pubblicato molti frammenti in data 4 ottobre tramite le sue storie su Instagram, riproducendo un totale di un minuto e quarantaquattro secondi del brano. La canzone è stata messa in vendita sul sito del gruppo di hacker Music Mafia il 17 giugno 2018 al costo di 0.05 Bitcoin.[22]
- On My Way: Rexha ha pubblicato per la prima volta uno snippet del brano tramite una video in diretta streaming su Instagram nel luglio 2017 in cui era accompagnata dal rapper e produttore A$AP Ferg, il che ha condotto i fan a credere che fosse presente come featuring nella canzone. Nell'aprile 2018 Music Mafia ha fatto trapelare un altro frammento della canzone prima di venderla per 0.05 Bitcoin. Infine il 21 luglio 2018 la versione completa della demo di On My Way è trapelata su SoundCloud.[23]
- Between Us: registrata da Rexha nel corso del 2016, avrebbe dovuto far parte dell'album All Your Fault, che non è mai stato pubblicato, in base alla tracklist rivelata dalla Rexha per mezzo di Snapchat. Il 23 febbraio 2018, un frammento è stato trapelato da Music Mafia. Il brano intero è invece trapelato alcuni mesi dopo, il 28 giugno.[24]
- Naughty: Scritta da Bebe insieme alla sua storica collaboratrice Lauren Christy e prodotto da Mustard, Naughty è una canzone che era stata trapelata e aveva ottenuto l'attenzione dei fan della Rexha, i quali hanno quindi cominciato a chiedere insistentemente che il brano venisse pubblicato. Così Il 28 ottobre 2017, Bebe ha caricato Naughty esclusivamente sul proprio account ufficiale SoundCloud per scusarsi con i suoi fan per aver posticipato e poi annullato totalmente il proprio tour e per ringraziarli per aver permesso a Meant to Be di raggiungere la top 10 della Billboard Hot 100 statunitense.[25][26]
- Bed: originariamente intesa per l'EP All Your Fault: Pt. 2, la canzone parla di un ragazzo interessato a Rexha solo per intrattenere con lei rapporti sessuali e rappresenta una denuncia sociale nei confronti degli uomini che vedono le donne come oggetti. La canzone è stata messa all'asta da Music Mafia nel 2017, ma non ha ricevuto un acquirente. La canzone è trapelata il 16 maggio 2018.[27]
- Apple: incisa anch'essa inizialmente per All Your Fault: Pt. 2, Apple non ha mai visto la luce del giorno ma è stata riprodotta per intero durante un video live su Instagram durante giugno 2017 e Rexha ne ha poi anche postato un frammento del testo su Twitter e circa un anno dopo è tornata sotto i riflettori poiché secondo dei rumor, successivamente smentiti dalla Rexha nel corso della sua apparizione allo show Watch What Happens Next con Andy Cohen, la popstar Britney Spears avrebbe registrato una propria demo della canzone e l'avrebbe pubblicata il 21 giugno 2018 con il titolo Apple Pie o Apple Tree.[28][29]

## Descrizione
L'edizione standard di Expectations contiene quattordici tracce che insieme hanno una durata complessiva di quarantatré minuti e quarantasette secondi, di cui dodici sono brani inediti, inclusi I'm a Mess e i singoli promozionali Ferrari e 2 Souls on Fire, mentre i rimanenti sono due singoli, I Got You e Meant to Be, estratti rispettivamente dal primo (All Your Fault: Pt. 1) e dal secondo capitolo (All Your Fault: Pt. 2) di All Your Fault, una trilogia di extended play incompleta della Rexha. Esclusivamente in Giappone è invece stata pubblicata una edizione speciale di Expectations che contiene anche un remix realizzato dal duo The Chainsmokers del secondo singolo della Rexha, intitolato I'm Gonna Show You Crazy ed estratto dall'EP di debutto della cantante nel 2014, I Don't Wanna Grow Up, e uno di I Got You curato invece dal trio di disc jockey Cheat Codes. Inoltre, Bebe ha scritto o co-scritto tutte e quattordici le canzoni contenute nell'album, che presenta collaborazioni col rapper Quavo del trio hip hop Migos (2 Souls on Fire) Tory Lanez (Steady) e il duo country Florida Georgia Line (Meant to Be).

### Struttura musicale

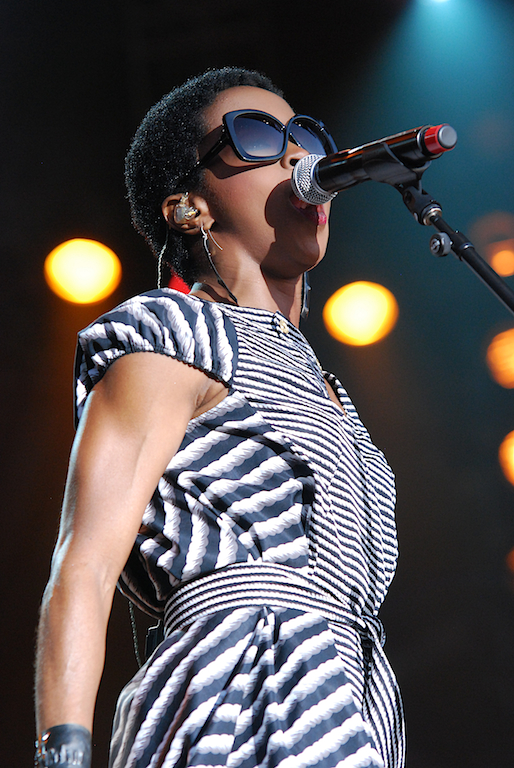
Bebe cita come ispirazioni per l'album Lauryn Hill (nella foto), Pink, Alanis Morissette e i No Doubt

Le ispirazioni di Rexha per la creazione di Expectations sono state le cantanti Alanis Morissette, Pink e Lauryn Hill, oltre al gruppo No Doubt (di Gwen Stefani), che spiega l'atmosfera degli anni 1990-2000 creata dal disco. Alcune tracce sembrano abbracciare l'idea di non essere perfetti nella società di oggi.  I brani ruotano fondamentalmente intorno ai problemi relazionali della Rexha, la quale cerca di farsi strada attraverso un labirinto costruito delle sue stesse insicurezze. Nel complesso, Rexha dipinge un'immagine di una donna vulnerabile, infelice e fragile, affrontando temi come la depressione, una mancanza di autocontrollo e l'imprevedibilità, e si distacca concretamente dal sound pop commerciale e "mainstream" degli EP di All Your Fault per avvicinarsi di più a quello di I Don't Wanna Grow Up. Infatti attraverso il disco Bebe si è aperta per la prima volta riguardo alla sua battaglia di ogni giorno con la depressione e i suoi problemi di salute mentale, tra cui il disturbo d'ansia, che è stato presente nella sua vita fin da quando era ancora una bambina:
L'album si può considerare fondamentalmente un disco pop, tuttavia la tracklist dell'LP contiene una strutturale presenza predominante di sonorità orientate verso il funk-soul e alcune tracce hanno influenze derivate dal trap pop, dalla musica latina, dalla country e anche dal tropical house. Discutendo del modo in cui l'inaspettato successo del singolo country Meant to Be abbia influenzato il processo di scrittura e di produzione di Expectations, la Rexha ha definito il lavoro discografico minimalista e "stripped-down":

#### Tracce 1-7

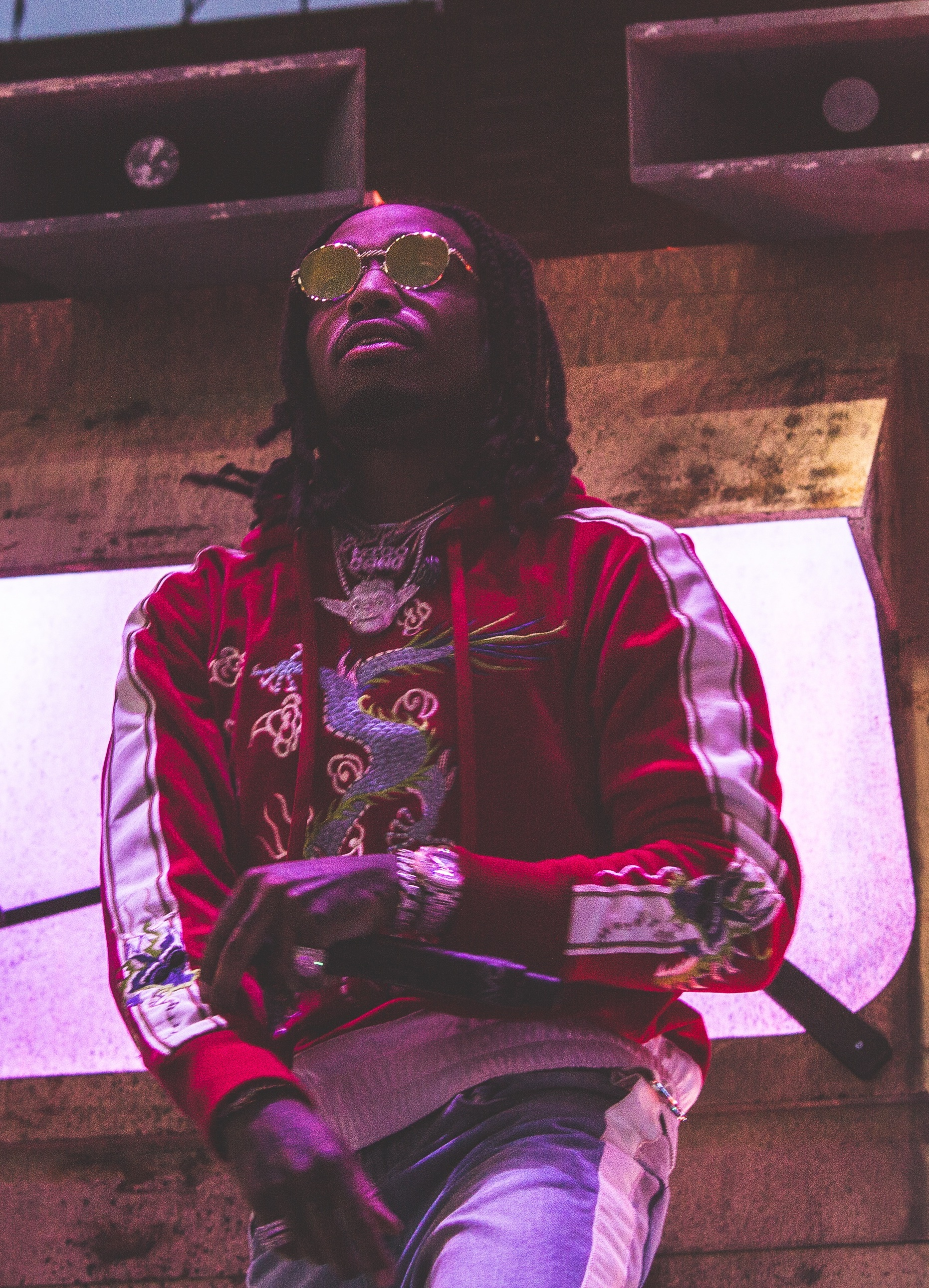
Quavo, membro del trio Migos ha collaborato alla terza traccia, 2 Souls on Fire

L'album si apre con Ferrari, un brano pop dotato di una produzione ispirata dal cosiddetto "stadium rock" o "arena rock", scritto interamente in lingua inglese dalla Rexha stessa, Asia Whiteacre (che ha registrato peraltro delle parti cantate da corista per la canzone) ed infine Jason Evigan, il quale si è anche occupato della produzione del pezzo, con l'aiuto di un produttore vocale aggiuntivo, Gian Stone, in cui Bebe ricorda all'ascoltatore quanto velocemente le nostre vite possano andare e tutto ciò che ci perdiamo quando cerchiamo eccessivamente di vivere al massimo e senza freni inibitori non rendendocene nemmeno conto. La seconda traccia dell'album è I'm a Mess, una canzone attraverso la quale la cantante celebra le proprie imperfezioni e insicurezze con un tono autoironico che presenta presenta un'interpolazione musicale del ritornello del brano di successo pop rock degli anni novanta Bitch di Meredith Brooks. I'm a Mess è nato durante il primo incontro nello studio con Justin Tranter, co-scrittore della canzone, quando Bebe è arrivata in ritardo dicendo '"I'm mess", ovvero "sono un disastro", per scusarsi, e la frase ha ispirato Tranter, che ha chiesto alla cantante di parlare degli aspetti di se stessi che non apprezza. Segue 2 Souls on Fire, un brano upbeat che vede la collaborazione del cantante statunitense Quavo del trio Migos in cui gli artisti esprimono i desideri e l'amore per il proprio partner, da guidare le auto più moderne a volare su jet privati. La quarta traccia è Shining Star, la preferita tra le canzoni di Expectations da Bebe Rexha stessa, un pezzo guidato dalla chitarra di Couros Sheibani che contiene anche un assolo di D Mile e che può essere quasi considerato un seguito a I'm a Mess ma dalla prospettiva del partner opposto poiché si basa su quanto sia profondo e sincero l'amore che un uomo prova nei confronti della donna che ama, nonostante questi sia un totale disastro. La canzone comincia con un audio di una sessione di registrazione della Rexha e ha sonorità influenzate dalla salsa e dalla musica latina in generale. Knees è uno dei brani che sono stati più apprezzati e elogiati dalla critica e dai fan della Rexha e si tratta di una ballata folk-pop sentimentale ed espressiva più volte paragonata ad un pezzo di Ed Sheeran che comincia con un semplice riff di chitarra acustica e ha sonorità deep house. Nel testo del brano Bebe supplica in ginocchio il proprio partner affinché egli la lasci andare poiché la loro non è altro che una relazione tossica senza un reale significato in cui non vi sono scintille o emozioni. Il sesto brano dell'album è I Got You, una canzone con un sound tropical house che, come spiegato da Bebe tramite un tweet, parla di "abbattere le proprie mura", "trovare qualcuno a cui vale la pena dare il proprio cuore" e "dare una possibilità all'amore". Prodotta da Andrew Wells e Devon Corey, Self Control presenta anch'essa influenze del genere tropical house ed è stato il primo dei brani inediti dell'album a superare un milione di riproduzioni su Spotify.

#### Tracce 8-14

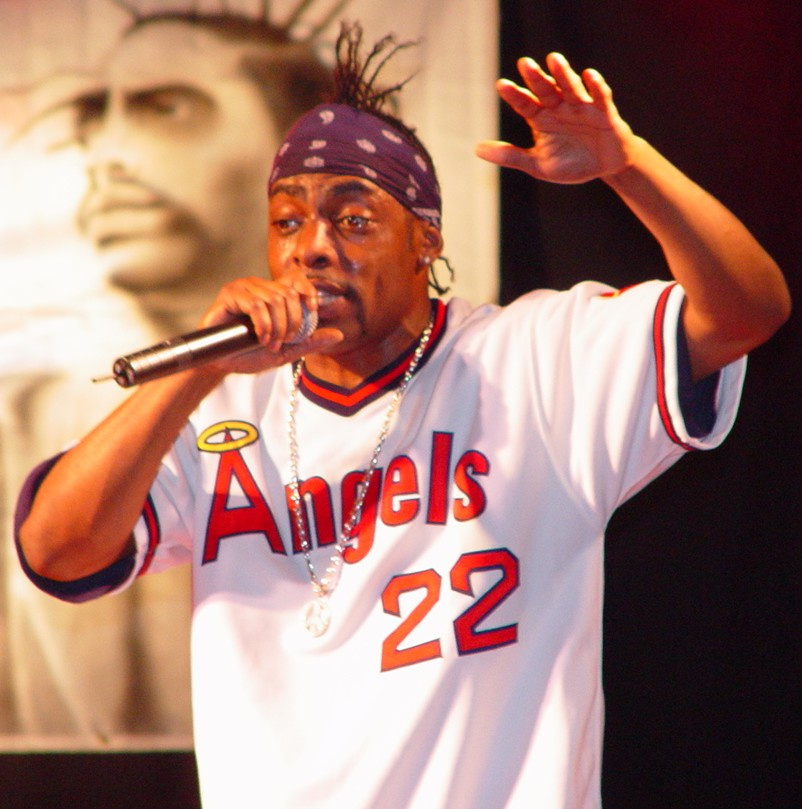
Mine contiene un sample del brano del rapper Coolio Gangta's Paradise (1995), in collaborazione con L.V.

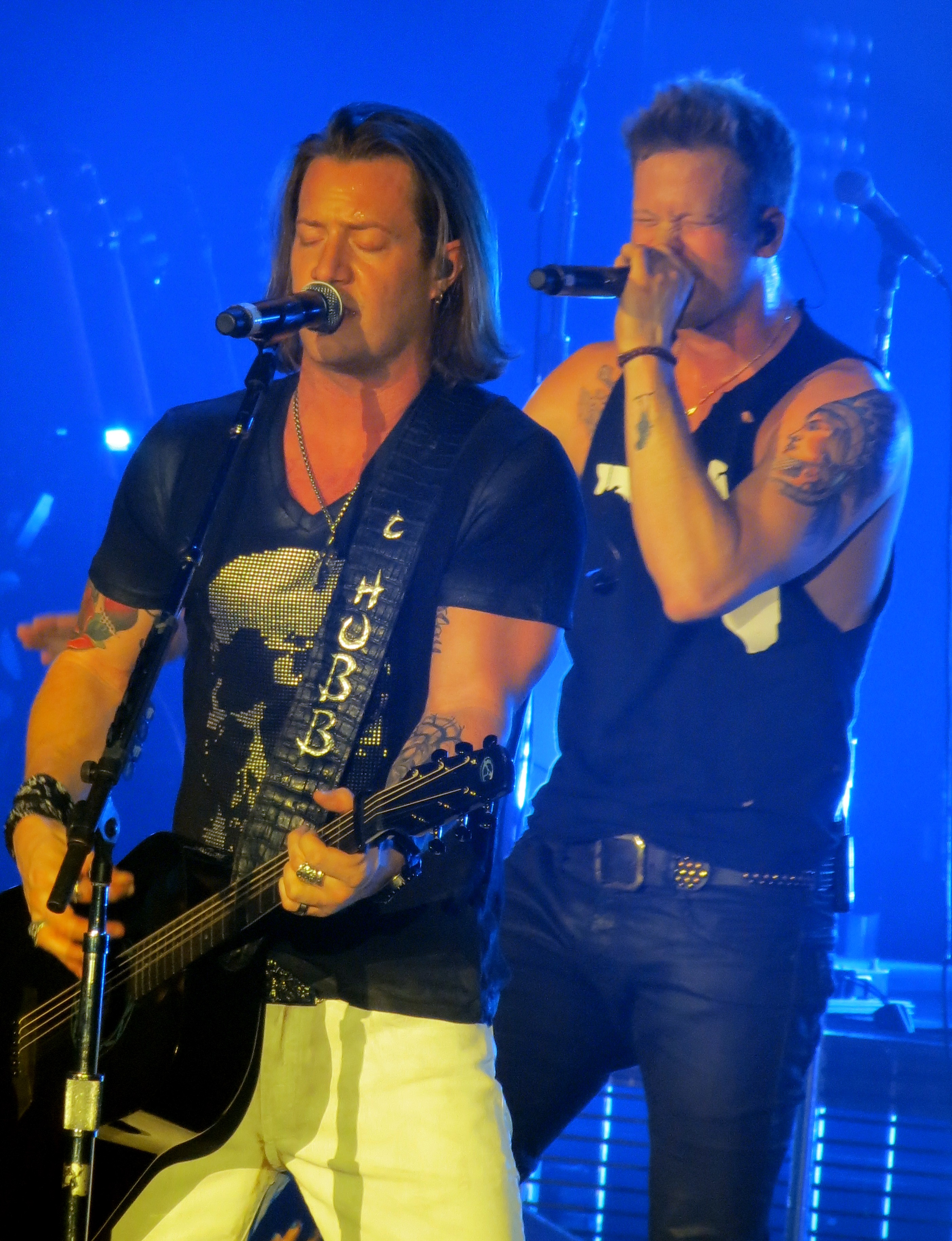
Meant to Be è stato realizzato in collaborazione con il duo country statunitense Florida Georgia Line

L'ottava traccia, Sad, prodotta dal duo The Monstersand the Strangerz, vede Bebe descrivere i suoi sentimenti più oscuri ed esplorare la propria malinconia e solitudine. Nella canzone, la Rexha appare soddisfatta del proprio stato d'animo e afferma di sentirsi a proprio agio nella tristezza e di essere giunta a termini con questo suo aspetto di sé e Sad può pertanto essere considerato un racconto su una battaglia con la depressione. In contrasto con il messaggio della canzone, la traccia è allegra e upbeat, una distinzione finalizzata a evidenziare il rifiuto di Bebe di lasciare che la sua infelicità la consumi. In Don't Get Any Closer, un pezzo influenzato dalla musica dei No Doubt e in particolare dall'utilizzo del proprio range vocale della cantante del gruppo, Gwen Stefani, la musicista spiega che la persona che sembra essere in superficie non corrisponde a quella che in realtà è e invita quindi l'ascoltatore a non avvicinarsi a lei e cercare di conoscerla nel profondo poiché non vuole che i suoi segreti vengano a galla e questo lo porti ad allontanarsi da lei. Grace è una ballata minimalistica con una base strumentale composta fondamentalmente dal pianoforte, suonato da Jake Hawkes, a cui si aggiunge pure il violino di Charlie Bisharat, nella quale la cantante di I Got You Bebe parla di come spezzare il cuore di qualcuno di cui non sei innamorato ma di cui apprezzi l'amore che quella persona prova nei tuoi confronti e manifesta con gesti d'affetto con grazia in modo che non sia doloroso mentre si separano. Mine è un pezzo di genere trap-pop che ruota attorno alla storia di un ragazzo che si è infatuato dell'amore di Bebe Rexha. In questo brano vi è un approccio femminile ad un concetto frequente nel mondo hip-hop, quello degli amanti osessionati. Mine contiene un sample della canzone Gangta's Paradise di Coolio e L.V. ed è caratterizzato da una produzione trap, un abbondante utilizzo dell'auto-tune e molto carattere. In Steady, una canzone anch'essa trap-pop ma con sonorità più dark e grunge in collaborazione con il rapper Tory Lanez, i due artisti raccontano di una relazione sentimentale che funziona soltanto quando la coppia è sotto l'influenza di alcool e sostanze stupefacenti. Pillow è la terza ballata dell'album ed è ispirata dall'esperienza di essere a miglia di distanza dall'uomo che descrive come la persona perfetta per lei, che ha permesso a Bebe Rexha di comprendere che l'amore non è così facile come ha sempre ingenuamente pensato. Iniziando esclusivamente con un pianoforte, e introducendo gradualmente batteria elettronica, synth e una chitarra acustica; il tono malinconico della traccia e il suo contenuto scivolano facilmente nel pezzo conclusivo dell'album, Meant To Be. In collaborazione col duo country Florida Georgia Line, la canzone è stata prodotta da Willshire e scritta da Tyler Hubbard (di FGL), Rexha, David Garcia e Josh O. Miller, è stata considerata da molti critici come una collaborazione a sorpresa, e ha consolidato ulteriormente il suo riconoscimento come artista diversificata.

### Copertina e titolo
La copertina dell'album, annunciata insieme al suo titolo il 9 aprile 2018 via i social media della cantante e ideata dalla direttrice artistica Amber Park, ritrae un primo piano in bianco e nero della Rexha di forma quadrata scattato dalla fotografa Sasha Samsonova, circondato da un contorno nero con la scritta Expectations ripetuta due volte e con sopra di essa al centro orizzontale il nome dell'artista su ognuno dei quattro lati. In seguito alla rivelazione della copertina, Florent Rexha, fratello della cantante, ha lanciato una challenge, divenuta virale, che consisteva nel ritagliare il ritratto della Rexha nella cover dell'album e sostituirlo con una foto di se stesso o di un'altra persona. I Rexhars hanno quindi preso parte alla challenge e condiviso le proprie versioni della copertina di Expectations sui social media e alcune di esse sono state incluse in un "fan video" promozioanale realizzato per I'm a Mess.
Per quanto riguarda il motivo per cui ha deciso di chiamare il disco Expectations, Rexha ha spiegato, durante un'intervista con Rebecca Schiller di Billboard, di avere avuto certe aspettative quando è arrivata a Los Angeles e ha intrapreso una carriera nella musica:

## Singoli

### Singoli ufficiali
I Got You è stato pubblicato inizialmente come primo singolo dall'EP All Your Fault: Pt. 1 il 28 ottobre 2016 e in seguito al suo successo è stato incluso nella tracklist dell'album. Il singolo ha raggiunto la 43ª posizione della Billboard Hot 100 ed è stato certificato disco di platino dalla RIAA per aver raggiunto un milione di unità negli Stati Uniti. I Got You è stato eseguito per la prima volta agli MTV Europe Music Awards il 6 novembre 2016. Il video musicale, diretto da Dave Meyers, è stato pubblicato il 6 gennaio 2017 sul canale YouTube della cantante.
Meant to Be, in collaborazione con i Florida Georgia Line, è stato pubblicato inizialmente come secondo singolo dall'EP All Your Fault: Pt. 2 il 24 ottobre 2017. Il singolo ha raggiunto la seconda posizione della Billboard Hot 100 ed è stato certificato triplo disco di platino dalla RIAA per aver raggiunto tre milioni di unità negli Stati Uniti. Ha anche debuttato in cima alla classifica Hot Country Songs, diventando il primo brano con cui Bebe è entrata in quella classifica e il sesto numero uno della Florida Georgia Line. Rexha è anche diventata la prima artista femminile a debuttare alla vetta alla classifica, mentre Meant to Be ha ottenuto il titolo di terza canzone in assoluto a iniziare alla prima posizione dal 2012, quando la classifica passò a una lista di dati ibridi, mescolando airplay, streaming e vendite. Il singolo tra l'altro raggiunto la top 10 di vari Paesi, come Australia, Canada, Nuova Zelanda e Svezia. Il video musicale, diretto da Sophie Muller, è stato pubblicato il 23 ottobre 2017 e al 20 luglio 2018 conta oltre cinquecentomilioni di visualizzazioni.
I'm a Mess è stato pubblicato il 15 giugno 2018 come terzo singolo insieme a un lyric video della canzone. Il singolo è stato eseguito per la prima volta al Good Morning America il 22 giugno 2018. Il 25 giugno si è esibita con il singolo al The Tonight Show Starring Jimmy Fallon, in cui i ballerini, vestiti da dottori e assistenti, hanno ballato al fianco della cantante su un set che sembrava un ospedale, terminando in una lotta con i cuscini. Il 19 luglio è poi stato pubblicato il video musicale, che ha superato quattro milioni di visualizzazioni in quarantotto ore ed è entrato in tendenza in numerosi paesi su YouTube.
Il 1º agosto 2018 Bebe ha annunciato, nel corso della sua apparizione al talk show radiofonico On Air With Ryan Seacrest, che il prossimo singolo estratto dall'album sarebbe stato Knees, in una versione inedita in collaborazione con il disc jockey Marshmello. Il 18 dicembre 2018 la cantante però ha poi smentito la precedente affermazione attraverso un post su Instagram successivamente rimosso e tramite un tweet, nei quali rivelava che la Warner Records non pubblicherà Knees come un singolo, ma che per soddisfare i fan, Rexha avrebbe eseguito il brano dal vivo "per la prima e per l'ultima volta in televisione" durante la puntata del 20 dicembre di The Tonight Show Starring Jimmy Fallon. La performance è stata elogiata dalla critica e dagli spettatori per l'approccio minimalistico alla canzone, che Rexha ha eseguito con l'accompagnamento di un'orchestra.

### Singoli promozionali
Ferrari è stato pubblicato come primo singolo promozionale dell'album il 13 aprile 2018. È stato pubblicato su Spotify un video verticale esclusivo, in seguito pubblicato su YouTube il 27 aprile. Bebe Rexha ha eseguito Ferrari dal vivo per la prima volta il 9 maggio 2018 in una versione acustica, con l'accompagnamento di un chitarrista, durante un evento organizzato dalla radio LOS40 e aperto soltanto ad un numero limitato di ascoltatori che ha avuto luogo sulla terrazza dell'Hotel Hyatt Centric Gran Vía, nella capitale spagnola, Madrid.
2 Souls on Fire è stato pubblicato come secondo singolo promozionale dell'album il 13 aprile 2018. Il singolo vede la collaborazione del rapper statunitense Quavo.

## Promozione
L'album ha avuto una scarsa promozione, dovuta in parte all'etichetta discografica della Rexha, la Warner Records, come affermato più volte dalla cantante stessa attraverso i social network.
Il 14 giugno 2018 Bebe ha organizzato un concerto dal vivo in collaborazione con Apple Music riservato ad un numero limitato di ospiti e spettatori per celebrare l'imminente pubblicazione dell'album che si è tenuto al Terminal 5 di New York e durante il quale la cantante ha eseguito per la prima volta quattro brani inediti dal disco (I'm a Mess, Shining Star, Knees e Pillow), oltre ad alcuni dei suoi più grandi successi e Ferrari. Nel corso dell'evento inoltre vi è stata la première di un documentario dalla durata di dodici minuti intitolato On the Record, distribuito esclusivamente su Apple Music e diretto dal regista Taylor Cohen, che vede l'artista riflettere sulle emozioni e i sentimenti che hanno spinto alla creazione di Expectations e contenente speciali filmati dietro le scene. Al cortometraggio hanno partecipato anche Adam Mersel, Jason Evigan, Asia Whiteacre, Jussifer e Justin Tranter mentre della sua produzione si sono curati Bebhinn Gleeson, Denise Williams Watts, Tara Razavi e Olivia de Courson-Weber. Il concerto è stato tra l'altro registrato in alta qualità e anch'esso distribuito via Apple Music.
Il giorno della pubblicazione dell'album Bebe si è invece esibita al Central Park di New York sul palco della serie dei concerti estivi del programma televisivo statunitense mattutino Good Morning America con I'm a Mess, Ferrari, Meant to Be, I Got You e In the Name of Love. Successivamente a svariate apparizioni durante show televisivi e radiofonici per fare promozione a I'm a Mess, ha seguito il 12 agosto una performance del singolo ai Teen Choice Awards 2018. Il 26 agosto Bebe si è esibita con un medley formato I'm a Mess e Meant to Be, quest'ultima eseguito col sostegno vocale di Brett Krissel agli iHeart Radio MMVAs 2018.
Il 20 dicembre 2018 Bebe Rexha ha eseguito, su grande richiesta dei fan, il brano non-singolo Knees "per la prima e per l'ultima volta in televisione" durante la puntata del programma serale statunitense The Tonight Show Starring Jimmy Fallon. La performance è stata elogiata dalla critica e dagli spettatori per l'approccio minimalistico alla canzone, che Rexha ha eseguito con l'accompagnamento di un'orchestra.

## Accoglienza
| Recensione      | Giudizio |
| --------------- | -------- |
| AllMusic        |          |
| The Independent |          |
| The Guardian    |          |
| Idolator        |          |
| NME             |          |
| Rolling Stone   |          |

Expectations ha ricevuto recensioni generalmente positive dai critici musicali. Su Metacritic, sito che assegna un punteggio normalizzato su 100 in base a critiche selezionate, l'album ha ottenuto un punteggio medio di 64.
Neil Z. Yeung di AllMusic ha visto l'album come "un miglioramento rispetto ai suoi tre EP precedentemente pubblicati, che riesce a presentare un pop maturo e lungimirante della varietà oscura e introspettiva". Mike Nied di Idolator ha dichiarato che l'album "cattura perfettamente l'ethos della superstar" e che la "voce molto riconoscibile di Rexha è assolutamente affascinante". Tuttavia, ha ritenuto che l'inclusione di Meant to Be "sembri fuori luogo", nonostante sia "il suo più grande successo fino ad oggi". Nick Levine di NME ha percepito Rexha più come una "cantante emo", mentre Courtney E. Smith di Refinery29 ha descritto Rexha come un "antieroe" e una "donna pericolosa che gioca ferocemente con i temi della depressione, mancanza di autocontrollo e imprevedibilità". Inoltre, Smith ha dichiarato che la cantante "ha fatto un lavoro magistrale nel dipingere una scena nichilista in cui è osservatrice, e talvolta un narratore inaffidabile", ma ha sottolineato la mancanza di una "impressione autobiografica". Sarah Grant di Rolling Stone ha scritto che su Expectations Rexha "si dipinge come un'eroina intrappolata in una torre d'avorio creata da lei stessa, ma il registro superiore della sua voce suggerisce sensibilità più che vendetta", definendolo "un album di debutto impressionante pieno di nostalgico mal di amore". In una recensione negativa, Laura Snapes di The Guardian ha criticato l'uso eccessivo di Auto-Tune e la "ricerca disperata di un'identità" di Rexha in tutto l'album, citando Ferrari come "l'unica canzone distintiva".

## Tracce
1. Ferrari – 3:32 (Bebe Rexha, Asia Whiteacre, Jason Evigan)
2. I'm a Mess – 3:15 (Bebe Rexha, Shelly Peiken, Meredith Brooks, Jussi Karvinen, Justin Tranter)
3. 2 Souls on Fire (feat. Quavo) – 2:50 (Bebe Rexha, Aaron Zuckerman, Jussifer, Lauren Christy, Quavious Marshall)
4. Shining Star – 3:06 (Bebe Rexha, Lauren Christy, Scott Carter, Alexander Prawl, Dre Pinckney, Jacqetta Singleton)
5. Knees – 3:26 (Bebe Rexha, David Garcia, Josh Miller)
6. I Got You – 3:11 (Bebe Rexha, Ben Berger, Lauren Christy, Jacob Kasher Hindlin, Ryan McMahon, Ryan Rabin)
7. Self Control – 2:54 (Bebe Rexha, Lauren Christy, Andrew Wells)
8. Sad – 3:05 (Bebe Rexha, Whiteacre, The Monsters and the Strangerz)
9. Mine – 2:51 (Bebe Rexha, Hit-Boy, Nathalia Marshall, Lionchild, Lance Shipp, Rachel Kennedy)
10. Steady (featuring Tory Lanez) – 3:14 (Bebe Rexha, Daystar Peterson, Louis Bell, Whiteacre)
11. Don't Get Any Closer – 2:48 (Bebe Rexha, Scott Harris, Jussi Karvinen, Emily Warren)
12. Grace – 3:16 (Bebe Rexha, Lauren Christy, Andrew Wells)
13. Pillow – 3:36 (Bebe Rexha, Jonathan Yip, Raymond Romulus, Jeremy Reeves, Raymound McCollough II, Whiteacre)
14. Meant to Be (feat. Florida Georgia Line) – 2:43 (Bebe Rexha, Tyler Hubbard, Josh Miller, David Garcia)

Tracce bonus nell'edizione giapponese
1. I Can't Stop Drinking About You (Chainsmokers Remix) – 4:23 (Bebe Rexha, Stefan Johnson, Jordan Johnson, Marcus Lomax)
2. I Got You (Cheat Codes Remix) – 3:19 (Bebe Rexha, Ben Berger, Lauren Christy, Jacob Kasher Hindlin, Ryan McMahon, Ryan Rabin)

## Successo commerciale
Expectations ha debuttato alla tredicesima posizione nella classifica statunitense, avendo venduto approssimativamente 23.600 unità nella prima settimana. Di queste, 10.400 sono pure vendite del disco intero, mentre le restanti 13.200 sono unità di stream e vendite di singoli tracce con ricavo equivalente alle vendite. Expectations è stato l'ottavo CD più venduto nei negozi e il decimo nelle piattaforme digitali nella settimana di apertura. Il giorno stesso della sua pubblicazione l'album ha inoltre ottenuto la certificazione di disco d'oro negli Stati Uniti, equivalente a circa 500.000 vendite, grazie al triplo disco di platino di Meant to Be e al disco di platino di I Got You. Nella seconda settimana, Expectations è scesa alla trentunesima posizione nella classifica. Nel corso della terza settimana le vendite e gli stream di Expectations sono aumentati rispetto alla terza settimana e ciò ha permesso all'album di risalire alla trentesima posizione. Ha seguito nella settimana successiva una perdita due posizioni fino alla trentaduesima. Nelle otto settimane dalla sua pubblicazione Bebe è riuscita a totalizzare negli Stati Uniti con l'album oltre 119.000 vendite. L'album è entrato a dicembre nella classifica di fine anno 2018 stilata da Billboard, alla posizione numero 147.

## Formazione
Musicisti
- Bebe Rexha – voce
- Asia Whiteacre – voce aggiuntiva (traccia 1)
- Quavo – voce aggiuntiva (traccia 3)
- Couros Sheibani – chitarra (introduzione; traccia 4)
- D Mile – chitarra (assolo; traccia 4)
- Tory Lanez – voce aggiuntiva (traccia 10)
- Jake Hawkes – piano (traccia 12)
- Charlie Bisharat – violino (traccia 12)
- Ray Charles McCullough II – piano (traccia 13)
- Jeremy Reeves - piano (traccia 13)
- Ray Romulus - percussioni (traccia 13)
- Florida Georgia Line – voci aggiuntive (traccia 14)

Produzione
- Mitch McCarthy – mixing (tracce 1-5, 7-13)
- Manny Marroquin – mixing (traccia 1)
- Șerban Ghenea – mixing (traccia 14)
- Michelle Mancini – mastering (tracce 1-5, 7-14)
- Chris Gehringer – mastering (traccia 6)

Design e management
- Adam Mersel – Management
- Jeff Levin – A&R
- Amber Park – direzione artistica, design
- Norman Wonderly – direzione creativa

## Classifiche
| Classifica (2018) | Posizione massima |
| ----------------- | ----------------- |
| Australia         | 19                |
| Austria           | 71                |
| Belgio (Fiandre)  | 53                |
| Belgio (Vallonia) | 73                |
| Canada            | 16                |
| Germania          | 55                |
| Irlanda           | 40                |
| Norvegia          | 35                |
| Paesi Bassi       | 58                |
| Regno Unito       | 33                |
| Repubblica Ceca   | 60                |
| Slovacchia        | 73                |
| Spagna            | 54                |
| Stati Uniti       | 13                |
| Svizzera          | 31                |